# Le Bois lacté
Pour plus de détails, voir Fiche technique et Distribution.
Le Bois lacté (Milchwald) est un film dramatique germano-polonais réalisé par Christoph Hochhäusler, sorti en 2003.

## Synopsis
Une belle-mère abandonne ses deux jeunes enfants en Pologne. De retour en Allemagne, chez elle, son mari ne les voyant pas revenir part à leur recherche.

## Fiche technique
- Titre original : Milchwald
- Réalisation : Christoph Hochhäusler
- Scénario : Benjamin Heisenberg, Christoph Hochhäusler
- Musique originale : Benedikt Schiefer
- Production : Clarens Grollmann et Mario Stefan
- Montage : Gisela Zick
- Photographie : Ali Olay Gözkaya
- Pays de production :  Allemagne |  Pologne
- Langue : Allemand, Polonais
- Format : Couleur
- Genre : Film dramatique
- Durée : 87 minutes
- Date de sortie : 
  - France : 4 août 2004

## Distribution
- Mirosław Baka : Kubak
- Horst-Günter Marx : Josef
- Judith Engel : Silvia
- Sophie Charlotte Conrad : Lea
- Leo Bruckmann : Constantin
- Gerd Beyer : 2. Kollege
- Anna Bojarska-Urbanski : Frau Dorota
- Rudolf Csermely : Prüfer
- Magdalena Karczewska : Kubas Geliebte
- Hanna Kochanska : Kubas Freundin
- Anne Langenickel :  Mädchen
- Karl-Fred Müller : Polizeibeamter
- Monika Pietsch : Lehrerin
- Harald Richter :1. Kollege